# Roderich von Stintzing
Johann August Roderich von Stintzing (8. februar 1825 i Altona - 13. september 1883 i Oberstdorf ved et ulykkestilfælde) var en tysk retslærd.
Von Stintzing, der deltog i den slesvig-holstenske bevægelse, blev 1848 advokat, 1850 notar i Plön, 1852 Dr. jur. i Heidelberg og privatdocent sammesteds, 1854 ordentlig professor i Basel, 1857 i Erlangen, 1869 i Bonn. Von Stintzing debuterede som romanist — Das Wesen von Bona fides und Titulus in der Römischen Usucapionslehre (1852), Verhältniss der legis actio Sacramento zu dem Verfahren durch sponsio præiudicalis (1853) og andre værker —, men sin største videnskabelige betydning har han fået ved sine banebrydende arbejder på den juridiske litteraturhistories hidtil så lidt opdyrkede felter. Fremragende er således Ulrich Zasius. Ein Beitrag zur Geschichte der Rechtswissenschaft im Zeitalter der Reformation (1857), hvortil sluttede sig Hugo Donellus in Altdorf (1869), Friedrich Carl von Savigny. Ein Beitrag zu seiner Würdigung (1862) og en række bidrag til Allgemeine Deutsche Biographie. Von Stintzings hovedværker er Geschichte der populären Literatur des römischen-kanonischen Rechts in Deutschland am Ende des fünfzehnten und im Anfang des sechszehnten Jahrhunderts (1867) og den mesterlige, men ufuldendte Geschichte der Deutschen Rechtswissenschaft (I 1880, II 1884, udgiven af Ernst Landsberg), fortsat og afsluttet på en glimrende måde af Landsberg (III, 1. 1898, 2. 1910). Von Stintzing var en overbevisningstro, men selvstændig tilhænger af den historiske skole og forfægtede sit videnskabelige standpunkt i forskellige fine og tankevækkende skrifter Die deutsche Hochschule in ihrem Verhältnisse zu der allgemeinen Bildung unserer Zeit (1864), Das Sprichwort "Juristen böse Christen" in seinen geschichtlichen Bedeutungen (1875), Macht und Recht (1876) og Wendungen und Wandlungen der Deutschen Rechtswissenschaft (1879). Han udgav 1857 Zasius’ breve til Amerbach og 1879 Georg Tanners Briefe an Bonifacius und Basilius Amerbach 1554—1567. I 1865 blev han medredaktør af "Heidelberger Zeitschrift".